# Gheorghe Bibescu
Gheorghe Bibescu, (rumänskt uttal: [ˈɡe̯orɡe biˈbesku]) född 1804, död 1 juni 1873, var en rumänsk statsman, hospodar av Valakiet.

## Biografi
Bibescu uppfostrades som sin bror Barbu Știrbei i Paris i utpräglad fransk anda, och deltog i administrationen under den ryska regimen i Valakiet 1829-1834. Han drog sig under Alexandru Ghicas hospodarskap 1834-42 tillbaka från aktivt deltagande i politiken, men valdes efter dennes störtade till hospodar. Bibescu igångsatte ett intensivt reformarbete, men hans utpräglade sympatier för fransk kultur gav missnöje i nationella kretsar, och hans oförmåga att förstå tidens liberala strömningar i kombination med vissa diktatoriska later, åstadkom en av februarirevolutionen inspirerad resning, under vilken Bibescu i juni 1848 flydde till utlandet. 1857 invaldes han i nationalrådet ("divanen") i Bukarest och kämpade där liksom brodern för Moldova och Valakiets förening. Vid hospodarvalet 1859 var Bibescu tillsammans med Alexandru Ioan Cuza av Moldova huvudkandidat, men de nationalistika sympatierna för förening mellan de bägge furstendömena medförde den senares val. Bibescu drog sig därefter tillbaka från aktiv politik.